# Cầu Saint-Michel
Cầu Saint-Michel (tiếng Pháp: Pont Saint-Michel) là một cây cầu bắc qua sông Seine ở trung tâm Paris, Pháp. Cây cầu này nối bờ trái của sông Seine (thuộc Quảng trường Saint-Michel) với Île de la Cité.
| Métro Paris | Bến tàu điện ngầm: Saint-Michel |

## Lịch sử
Cây cầu Saint-Michel gốc được xây dựng từ năm 1378, đây là một cây cầu bằng đá nằm ở hạ lưu của Petit-Pont tạo thành trục thẳng với phố Saint-Denis, Grand-Pont ở bờ phải và phố Harpe ở bờ trái, tạo thành một đường giao thông thẳng qua Île de la Cité. Công việc xây dựng diễn ra từ năm 1379 đến năm 1387. Cầu có tên Saint-Michel lấy theo tên của Nhà nguyện Saint-Michel của hoàng cung.
Giống như nhiều cây cầu thời Trung Cổ, cầu Saint-Michel sau khi xây dựng đã trở thành nơi ở của một số cư dân Paris. Toàn bộ cây cầu bị sông Seine cuốn đi vào năm 1408 và được xây dựng lại ngay lập tức bằng gỗ, vì khi đó Hoàng gia Pháp đang gặp khó khăn về tài chính trong thời gian Chiến tranh 100 năm. Cây cầu thứ hai này đã được vẽ lại trong bộ sách Heures d'Étienne Chevalier của Jean Fouquet, hình ảnh trong sách cho thấy một cây cầu bằng gỗ có các trụ cao, trên cầu là các ngôi nhà bằng gỗ, vách đất hoặc thạch cao, điều đặc biệt là tất cả các ngôi nhà trên cầu đều dùng chung một chiếc mái duy nhất trải dài trên toàn bộ cầu.
Sau lần xây dựng năm 1408 cầu Saint-Michel còn được xây lại thêm nhiều lần nữa, lần gần đây nhất là vào năm 1857 theo thiết kế của Paul-Martin Gallocher de Lagalisserie và Paul Vaudrey.

## Hình ảnh

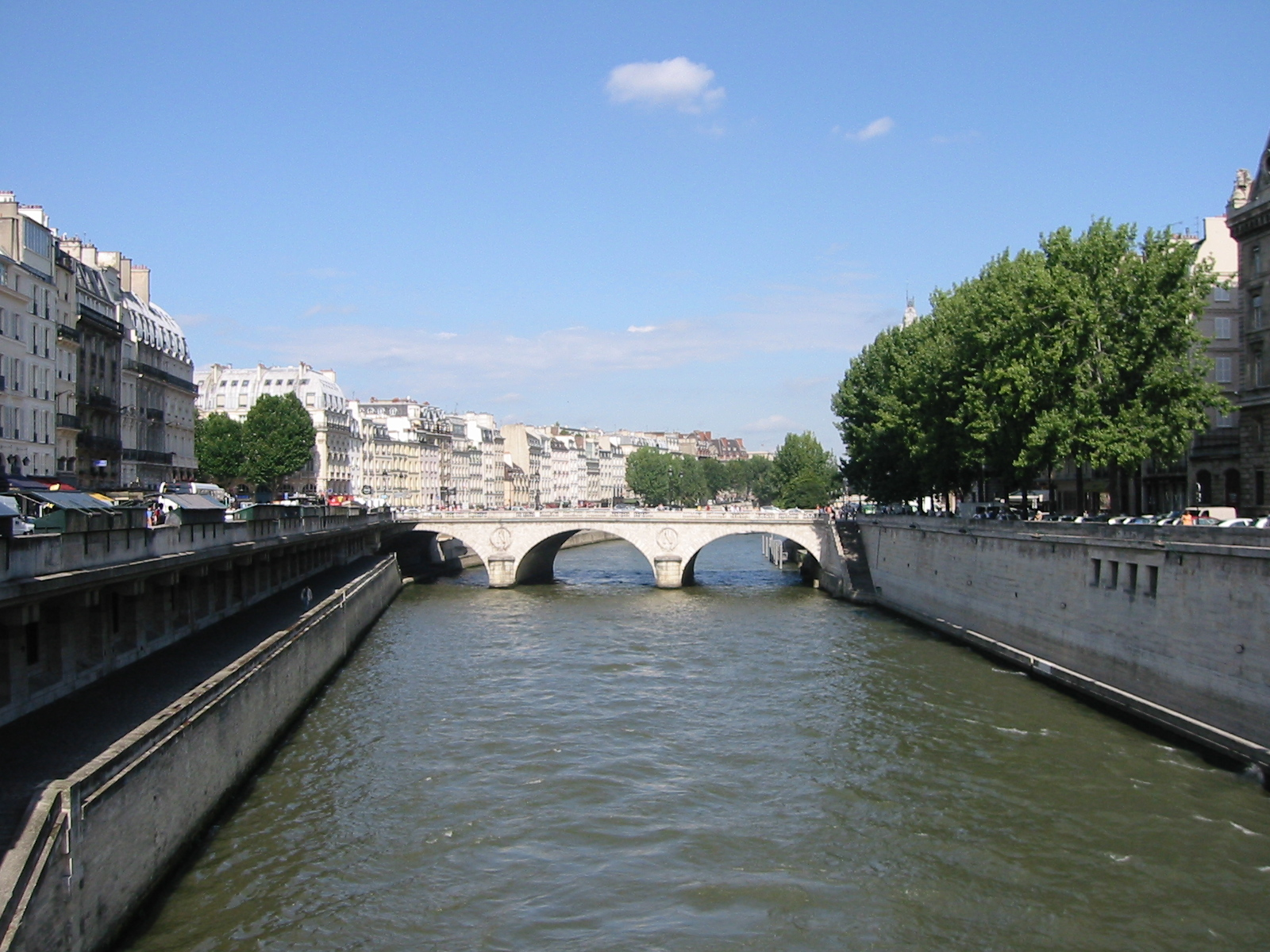
Nhìn từ Petit-Pont
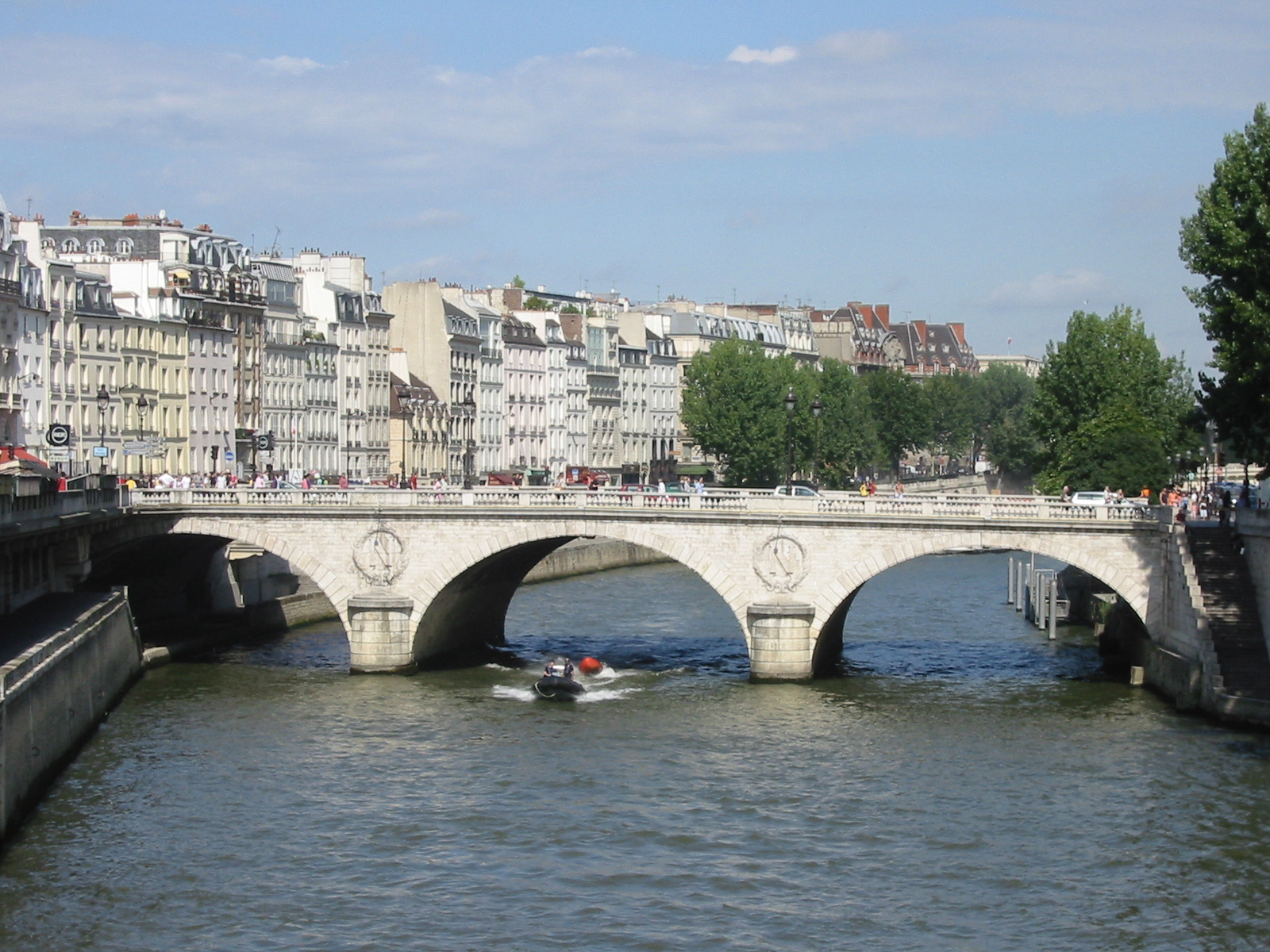
Nhìn từ Petit-Pont
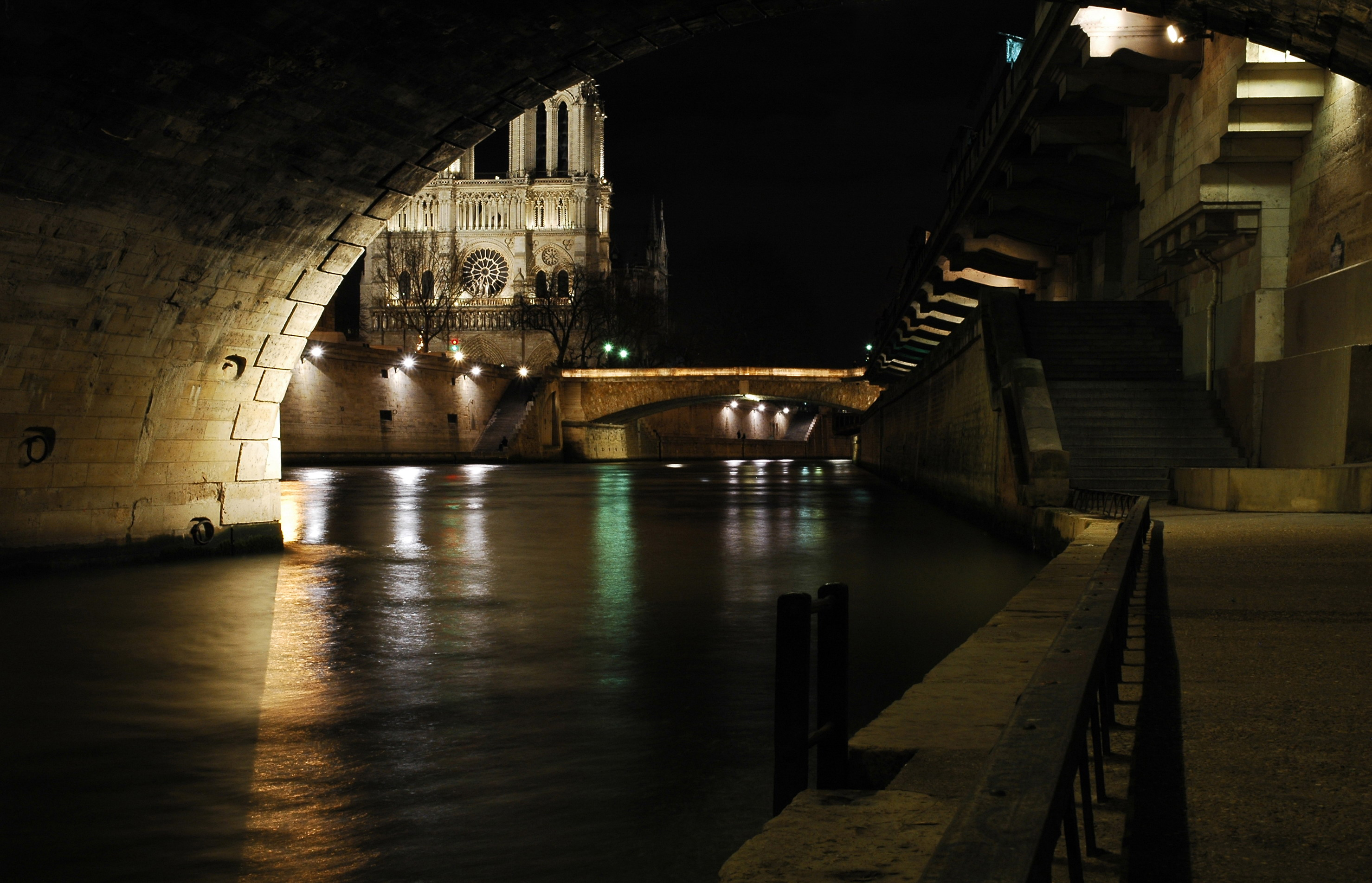
Nhà thờ Đức Bà Paris nhìn từ dưới chân cầu
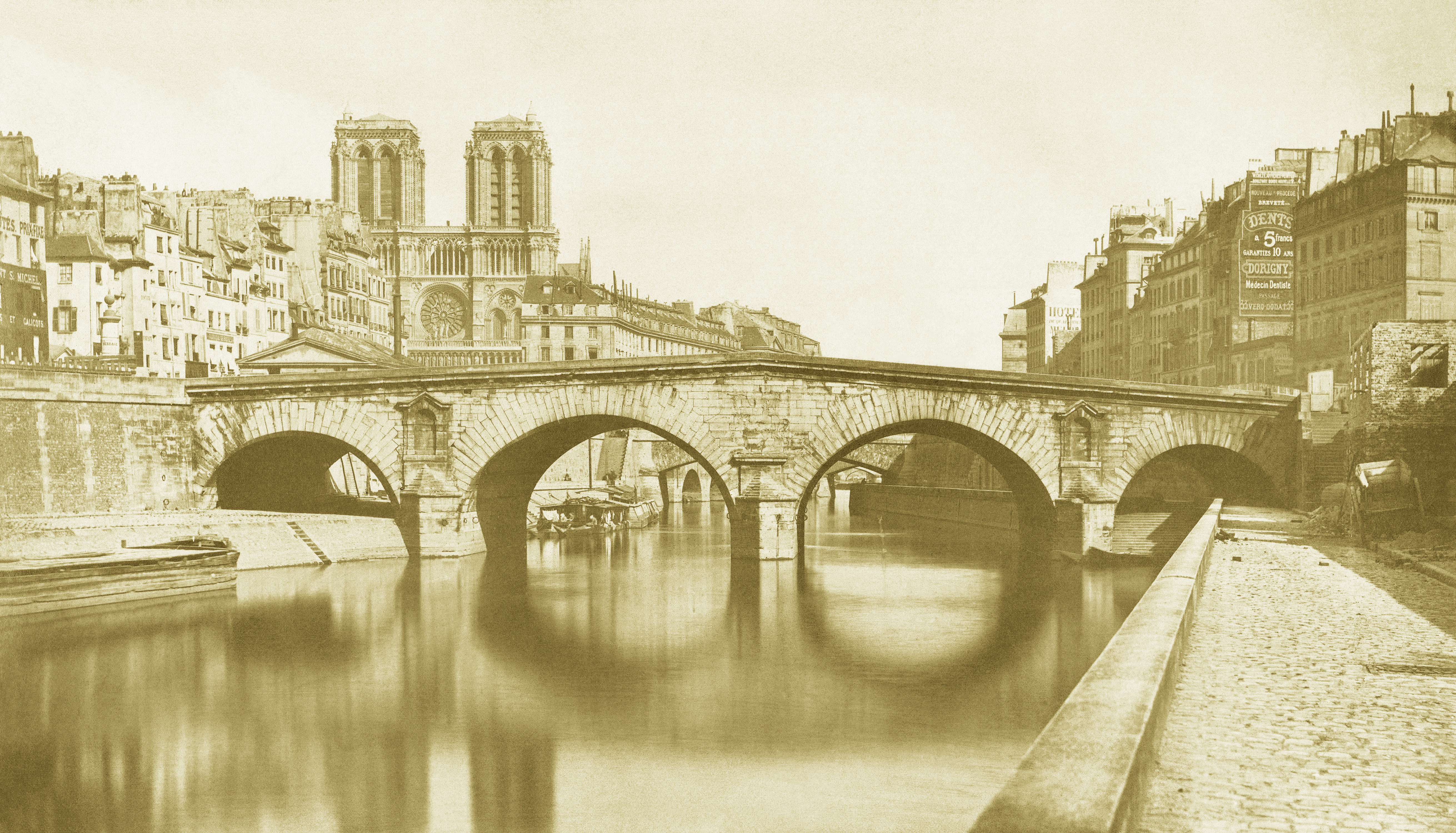
Cầu Saint-Michel năm 1857
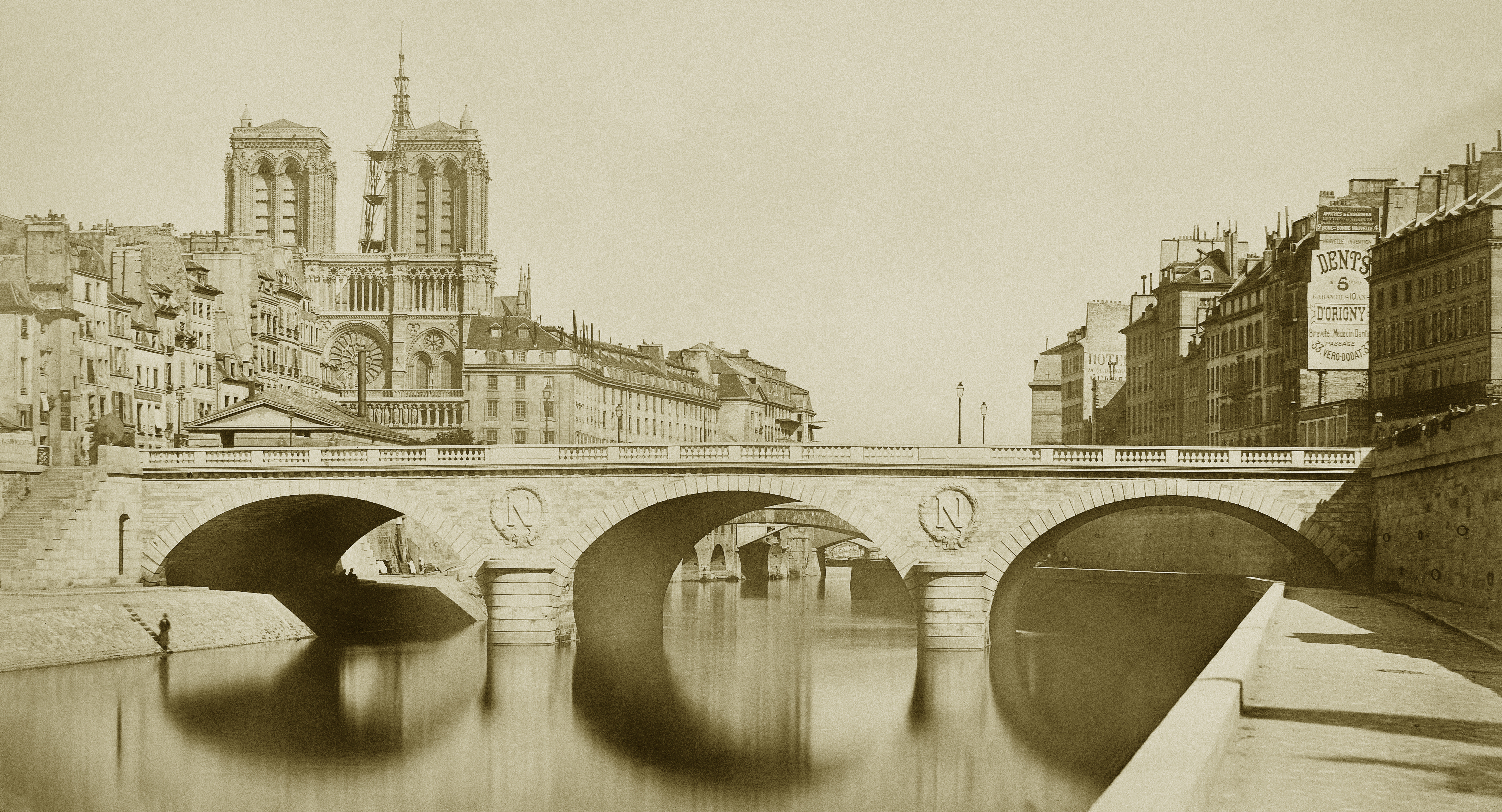
Cầu Saint-Michel năm 1859